# کنتا شیماوکا
کنتا شیماوکا (انگلیسی: Kenta Shimaoka؛ زادهٔ ۲۶ ژوئیهٔ ۱۹۷۳) بازیکن فوتبال اهل ژاپن است.
از باشگاه‌هایی که در آن بازی کرده‌است می‌توان به باشگاه فوتبال ساگان توسو اشاره کرد.